# Giovanni Boccamazza

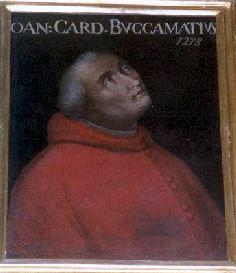
Kardinal Giovanni Boccamazza (barockes Gemälde)

Giovanni Boccamazza, auch Giovanni Boccamacci, Johannes Buccamatius und Johannes von Tusculum (* Mitte des 13. Jahrhunderts in Rom; † 10. August 1309 in Avignon), war Bischof und Kardinal.

## Leben
Giovanni Boccamazza stammte aus einer reichen römischen Adelsfamilie, die unter anderem mit den Savelli verwandt war. Als Kaplan des Kardinals Giacomo Savelli wird er 1264 erwähnt. Die nächste Nachricht über ihn ist seine Ernennung zum Erzbischof von Monreale durch Papst Nikolaus III., dessen Kaplan er nun war, am 15. August 1278. 1282 wurde er in den Aufstand der Sizilianischen Vesper verwickelt, verließ die Insel und begab sich in den verbleibenden Herrschaftsbereich Karls von Anjou.
Sein Verwandter Giacomo Savelli, nun Papst Honorius IV., ernannte ihn im Dezember 1285 zum Kardinalbischof von Tusculum (Frascati), nachdem er ihn schon vorher unterstützt hatte. 1286 reiste er als Legat ins Heilige Römische Reich, um über den geplanten Romzug des Habsburgers Rudolf I. zu verhandeln. Beim Hoftag und Konzil von Würzburg scheiterten diesbezügliche Bemühungen auch an den hohen Geldforderungen Boccamazzas. Er konnte dort aber kirchliche Reformdekrete veröffentlichen. Auf Betreiben Rudolfs suchte Boccamazza mit kirchlichen Druckmitteln in den Streit zwischen den Dampierre und den Avesnes um Flandern einzugreifen. Ein großer Teil seiner Legatenurkunden betreffen die Dominikanerinnen und Dominikaner, deren Provinzialminister Hermann von Minden hielt sich einige Zeit in Boccamazzas Umgebung auf. Der Kardinal beauftragte Hermann auch mit der Visitation der Klöster des Magdalenerinnenordens.
Mit dem Tod Honorius’ IV. 1287 verlor Kardinal Boccamazza an Einfluss. Er nahm fortan nur noch Verwaltungsaufgaben wahr. Nach dem Tod des Nachfolgers Nikolaus IV. 1292 stand er im Konklave auf der Seite der Colonna. Nachdem das Konklave zwei Jahre gedauert hatte, war er einer der ersten, die dem Kompromisskandidaten Pietro da Morrone ihre Stimme gaben und zu seiner Wahl zum Papst Coelestin V. beitrugen. In den folgenden Jahren vermittelte Boccamazza immer wieder zwischen den Colonna und Papst Bonifatius VIII. (1294–1303). Nach dessen Tod unterstützte er die Partei König Philipps IV. von Frankreich.
Nachdem der päpstliche Hof unter Clemens V. nach Avignon gezogen war, reiste Kardinal Boccamazza immer wieder im Auftrag des Papstes nach Italien. Er starb 1309 in Avignon und wurde in der Klosterkirche der Dominikaner beigesetzt. Er galt als Kirchenmann ohne Interesse an Religion, Kultur oder Politik, sein Augenmerk lag größtenteils auf den Interessen der Familie Savelli. Er hinterließ ein großes Vermögen.